# 克里斯蒂安·君特·冯·伯恩斯托夫
克里斯蒂安·君特·冯·伯恩斯托夫伯爵（德語：Christian Günther Graf von Bernstorff；1769年4月3日-1835年3月18日）是一位分别在丹麦和普鲁士任职的政治家和外交官。

## 早年生活和事业
克里斯蒂安·伯恩斯托夫于1769年4月3日出生于哥本哈根，他的父亲是安德烈亚斯·彼得·伯恩斯托夫。克里斯蒂安在父亲的指导下接受了外交方面的教育，并于1787年开始其职业生涯，那年他在瑞典议会开幕式上担任丹麦代表的随员。
1789年，克里斯蒂安以公使馆秘书的身份前往柏林，他的舅舅利奥波德·弗里德里希·施托尔贝格伯爵此时是丹麦大使。舅舅的影响力，加上他自身的社会素质，使克里斯蒂安迅速得到提拔；他很快成为临时代办，并于1791年出任全权公使。1794年，他将这一职位换成了驻斯德哥尔摩大使，并一直任职至1797年5月他被召回哥本哈根为止。克里斯蒂安的父亲去世后，他继任外交大臣和枢密院大臣。
1800年，克里斯蒂安成为内阁领袖，并一直担任该职务至1810年5月。在此期间，克里斯蒂安一直负责丹麦的外交政策，这一决定性的时期见证了哥本哈根战役、对哥本哈根的轰炸以及1807年丹麦舰队被俘。
退休后，克里斯蒂安一直没有担任公职，直到1811年被任命为丹麦驻维也纳大使。尽管丹麦名义上与奥地利交战，但克里斯蒂安仍留在维也纳，直到1814年1月丹麦加入反拿破仑联盟后，他才公开恢复大使职务。期间，克里斯蒂安陪同弗朗茨二世前往巴黎，并出席了巴黎条约的签字仪式。
克里斯蒂安和他的兄弟约阿希姆随后代表丹麦一起参加了维也纳会议，并且作为管理德意志邦联事务委员会的成员，对丹麦和德国利益的混淆负有一定责任，这种混淆后来在石勒苏益格-荷尔斯泰因问题上激化了矛盾。1815年，克里斯蒂安再次陪同盟国君主前往巴黎，同年返回哥本哈根。1817年，克里斯蒂安被任命为丹麦驻柏林大使，同时他的兄弟约阿希姆前往维也纳担任大使。

## 普鲁士
次年，哈登伯格亲王向克里斯蒂安提出正式建议，要求他转向普鲁士效忠，在丹麦君主许可下，克里斯蒂安加入普鲁士宫廷。
因此，克里斯蒂安以普鲁士外交官的身份参加了亚琛会议，会议结束后他以国务大臣兼外交部长的身份返回柏林。克里斯蒂安在任多年期间对普鲁士政策的管理得到了不同的评价。他在政策和性格上都反对革命。诚然，克里斯蒂安支持卡尔斯巴德法令和维也纳最终法案；在莱巴赫、特罗波和维罗纳的代表大会上，克里斯蒂安还是梅特涅的忠实追随者。另一方面，他在关税同盟的奠基工作中发挥了相当大的作用，这注定成为普鲁士在德意志霸权的基础。克里斯蒂安在1828年支持俄罗斯对土耳其的战争也表明，他并不是梅特涅观点的盲目追随者。在1830年的危机中，面对柏林军方好战的喧嚣，克里斯蒂安的温和态度在很大程度上阻止了比利时和波兰的问题激化为欧洲大战。
从1824年开始，克里斯蒂安不断受到遗传性痛风的袭扰，且过度劳累使病情加重和复杂化。1832年春天，克里斯蒂安的健康状况迫使他辞去外交职务，交给已经代理他一年的安西永。克里斯蒂安于1835年去世。